# Роз'їзд 115
Роз'їзд 115 (каз. рзд.115) — станційне селище у складі Тюлькубаського району Туркестанської області Казахстану. Входить до складу Джабаглинського сільського округу.
Населення — 81 особа (2021; 111 у 2009, 247 у 1999, 109 у 1989).